# Cantó de Nesle
El cantó de Nesle és un cantó francès del departament del Somme, situat al districte de Péronne. Té 21 municipis i el cap és Nesle.

## Municipis

- Béthencourt-sur-Somme
- Buverchy
- Cizancourt
- Épénancourt
- Falvy
- Grécourt
- Hombleux
- Languevoisin-Quiquery
- Licourt
- Marchélepot
- Mesnil-Saint-Nicaise
- Misery
- Morchain
- Nesle
- Pargny
- Pertain
- Potte
- Rouy-le-Grand
- Rouy-le-Petit
- Saint-Christ-Briost
- Voyennes

## Història
| Data d'elecció                           | Identitat         | Partit           | Qualitat |
| ---------------------------------------- | ----------------- | ---------------- | -------- |
| 1945-1961                                | Pierre Doutrellot | SFIO             |          |
| 1961-1967                                | Jacques Gronnier  | RI               |          |
| 1967-1973                                | Jack Pinçonnet    | SFIO, després PS |          |
| 1973-1979                                | Jacques Gronnier  | Divers droite    |          |
| 1979-1985                                | Jean Blas         | PS               |          |
| 1985-1998                                | Jacques Gronnier  | Divers droite    |          |
| 1998-                                    | Paul Pilot        | app. PCF         |          |
| les dades anteriors no són pas conegudes |                   |                  |          |

## Demografia
| A partir de 1990: Població sense dobles comptes |